# تودور بتروف
تودور بتروف هو سياسي شمال مقدوني، ولد في 19 مارس 1960 في غيفغليا في مقدونيا الشمالية. انتخب عضو مجلس جمهورية مقدونيا ‏.